# Iwan Sołtan
Iwan Sołtan herbu własnego (zm. po 1609 roku) – sędzia grodzki kijowski w 1569 roku.
Był wyznawcą prawosławia.
Poseł województwa kijowskiego na sejm 1569 roku, sejm 1572 roku, sejm 1578 roku, sejm 1582 roku, podpisał akt unii lubelskiej.